# Audie Murphy
Audie Leon Murphy (ur. 20 czerwca 1925 w Kingston w stanie Teksas, zm. 28 maja 1971 na Brush Mountain w stanie Wirginia) – amerykański wojskowy i aktor.
W 1949 opublikował autobiografię To Hell and Back, zekranizowaną w 1955 jako Do piekła i z powrotem, Murphy zagrał w niej samego siebie.

## Służba wojskowa
Urodzony 20 czerwca 1925, syn ubogich farmerów z Teksasu, stał się bohaterem narodowym w czasie II wojny światowej jako najbardziej uhonorowany żołnierz. Wśród jego 33. oznaczeń jest Medal Honoru – najwyższe odznaczenie za odwagę, jakie może otrzymać amerykański żołnierz. Ponadto za odwagę był odznaczony przez rządy Francji i Belgii. Przypisuje mu się zabicie ponad 240 niemieckich żołnierzy, a rannych i wziętych przez niego do niewoli było wielu więcej.
Murphy próbował zaciągnąć się do wojska w rodzinnym Teksasie, ale został odrzucony przez komisję, ponieważ był zbyt młody. Dzięki pisemnemu oświadczeniu swojej starszej siostry Corinne, w którym stwierdziła pełnoletniość brata, podając fałszywą datę jego urodzenia, ponownie zgłosił się do komisji poborowej i tym razem został przyjęty. Po przejściu podstawowego przeszkolenia wojskowego został wysłany do Tunezji, a następnie na Sycylię i do Europy Zachodniej, gdzie walczył w dziewięciu dużych kampaniach i w ciągu trzech lat awansował z rangi szeregowego do podporucznika.
Dla wielu osób powodem odrzucenia Murphy’ego przez komisję było to, że nie pasował on do „wizerunku” bohatera wojennego. Był niewielkim, kruchym, nieśmiałym młodym człowiekiem o łagodnym głosie, którego chłopięcy wygląd (coś, czego nigdy nie stracił przez całe życie, zawsze wyglądał dużo młodziej niż w rzeczywistości) często szokował ludzi, kiedy ci dowiadywali się, że na przykład, w czasie bitwy w kotle kolmarskim w styczniu 1945 r. wskoczył do płonącego czołgu wypełnionego paliwem i amunicją (który w każdej chwili mógł eksplodować) i za pomocą karabinu maszynowego w nim zamontowanego powstrzymał falę atakujących żołnierzy niemieckich, zabijając wielu napastników i tym sposobem ratując swój oddział przed niechybną zagładą.
We wrześniu 1945 został zwolniony z czynnej służby wojskowej. Po wybuchu wojny koreańskiej w czerwcu 1950 wstąpił w randze kapitana do 36 dywizji piechoty Gwardii Narodowej Teksasu, ale na front nie został wysłany.
Zginął w katastrofie lotniczej.

## Filmografia
Filmy fabularne
- Texas, Brooklyn and Heaven (1948) jako pomocnik w redakcji gazety
- Beyond Glory (1948) jako Thomas
- Bad Boy (1949) jako Danny Lester
- The Kid from Texas (1950) jako William Bonney
- Sierra (1950) jako Ring Hassard
- Kansas Raiders (1950) jako Jesse James
- Szkarłatne godło odwagi (The Red Badge of Courage, 1951) jako Henri Fleming
- The Cimarron Kid (1951) jako Bill Doolin
- Pojedynek nad Silver Creek (The Duel at Silver Creek, 1952) jako Luke Cromwell
- Gunsmoke (1953) jako Reb Kittridge
- Column South (1953) jako por. Jed Sayre
- Tumbleweed (1953) jako Jim Harvey
- Ride Clear of Diablo (1954) jako Clay O’Mara
- Drums Across the River (1954) jako Gary Brannon
- Destry (1954) jako Tom Destry
- Do piekła i z powrotem (To Hell and Back, 1955) jako Audie Murphy
- World in My Corner (1956) jako Tommy Shea
- Walk the Proud Land (1956) jako John Philip Clum
- Joe Butterfly (1957) jako szer. John Woodley
- The Guns of Fort Petticoat (1957) jako por. Frank Hewitt
- Nocne przejście (Night Passage, 1957) jako Lee McLaine
- Spokojny Amerykanin (The Quiet American, 1958) jako Alden Pyle
- Ride a Crooked Trail (1958) jako Joe Maybe
- The Gun Runners (1958) jako Sam Martin
- No Name on the Bullet (1959) jako John Gant
- The Wild and the Innocent (1959) jako Yancy Hawks
- Cast a Long Shadow (1959) jako Matt Brown
- Nie do przebaczenia (The Unforgiven, 1960) jako Cash Zachary
- Hell Bent for Leather (1960) jako Clay
- Seven Ways from Sundown (1961) jako Seven Jones
- Posse from Hell (1961) jako Banner Cole
- Battle at Bloody Beach (1961) jako Craig Benson
- Sześć karych koni (Six Black Horses, 1962) jako Ben Lane
- War Is Hell (1962) jako narrator
- Showdown (1963) jako Chris Foster
- Strzelanina w Comanche Creek (Gunfight at Comanche Creek, 1963) jako Bob Gifford
- The Quick Gun (1964) jako Clint Cooper
- Bullet for a Badman (1964) jako Logan Keliher
- Strzelby Apaczów (Apache Rifles, 1964) jako kpt. Jeff Stanton
- Obrońcy Arizony (Arizona Raiders, 1965) jako Clint Stewart
- Gunpoint (1966) jako Chad Lucas
- The Texican (1966) jako Jess Carlin
- Trunk to Cairo (1966) jako Mike Merrick
- 40 karabinów (40 Guns to Apache Pass, 1967) jako kpt. Bruce Coburn
- A Time for Dying (1969) jako Jesse James

Seriale
- General Electric Theater (1958) jako Tennessee
- Startime (1960) jako Howard Wilton
- Whispering Smith (1961) jako Tom „Whispering” Smith

## Odznaczenia
- Medal Honoru
- Krzyż za Wybitną Służbę
- Srebrna Gwiazda – dwukrotnie
- Legia Zasługi
- Brązowa Gwiazda z odznaką waleczności – dwukrotnie
- Purpurowe Serce – trzykrotnie
- Medal za Dobre Zachowanie
- Presidential Unit Citation – dwukrotnie
- Medal Kampanii Amerykańskiej
- Medal Kampanii Europy-Afryki-Bliskiego Wschodu – dziesięciokrotnie
- Medal Zwycięstwa w II Wojnie Światowej
- Medal Armii Okupacyjnej
- Armed Forces Reserve Medal
- Combat Infantryman Badge
- Marksmanship Badge
- Texas Legislative Medal of Honor – pośmiertnie
- Krzyż Wojenny z brązową palmą (Belgia)
- Kawaler Legii Honorowej (Francja)
- Krzyż Wojenny (Francja) – trzykrotnie
- Medal Wyzwolenia Francji (Francja)

## Wyróżnienia
- Gwiazda w hollywoodzkiej Alei Sławy